# Kelly Sue DeConnick
Kelly Sue DeConnick est une scénariste de comics américaine, née le 15 juillet 1970 dans l'Ohio.
Son œuvre est notamment guidée par une démarche ouvertement féministe.
Elle est également adaptatrice de mangas en anglais, dont Fruits Basket, Black Cat ou encore Slam Dunk.

## Biographie
Fille de militaire, Kelly Sue DeConnick est née dans l'Ohio et a fréquenté de nombreuses bases de l'United States Air Force durant son enfance.
Kelly Sue DeConnick débute dans l'écriture alors qu'elle rédige les textes qui accompagnent les photos de nus pour des magazines adultes. Elle publie ensuite ses propres histoires sur une plateforme de son collègue Warren Ellis. Il l'invite à travailler pour son nouveau site web, artbomb.net, où elle écrit des entrées de catalogues concernant la bande dessinée. Plus tard, elle obtient un poste de traductrice de mangas japonais pour Tokyopop et Viz.
Afin d'être sûre que les dialogues qu'elle traduit en anglais correspondent au cours de l'histoire, elle travaille en collaboration avec un traducteur. Elle continue ce travail durant sept années et estime avoir écrit plus de 11 000 pages de bande dessinée. À propos de son travail de traductrice elle indique : « on me dit que les dialogues sont les meilleures parties de mes scénarios, et cela c'est dû au fait que j'ai eu beaucoup de pratique ».
DeConnick publie sa première histoire, un comics de cinq pages, dans le no 5 de CSI: Crime Scene Investigations – Dominos. Elle écrit la série limitée Osborn limited en 2011, les dessins étant réalisés par Emma Ríos.
DeConnick débute en décembre 2018 l'écriture du numéro 43 de DC Comics d'Aquaman. Elle s'est intéressée à ce personnage parce qu'il est moins connu que les autres protagonistes de Justice League.
Dans une interview de 2018 à Polygon, DeConnick estime qu'« Aquaman est ce type de personnage qui... fait partie de la Justice League... Mais il est aussi considéré plutôt de second ordre. Alors il passe un peu en dessous du radar et je pense que cela fait de lui un défavorisé pour commencer, et ceci est exactement l'endroit d'où j'aime partir ». En réponse à ceux qui s'inquiètent de la voir changer le personnage, DeConnick répond : « J'écris mon Aquaman. J'ai fait mes recherches... S'intéresser à un personnage est une chose, mais créer sa propre approche en est une autre ».
En 2016, la pré-sélection au Grand Prix de la ville d'Angoulême présente une liste de trente hommes et aucune femme ; la polémique éclate et de nombreuses protestations dénoncent ce manque d'équité. DeConnick, le 5 mars 2016, lance sur Twitter le hashtag #VisibleWomen afin de faire campagne contre la marginalisation des créatrices.

### Vie privée
Kelly Sue DeConnick est mariée à l'auteur de comics américain Matt Fraction, avec qui elle a deux enfants.

## Œuvre
Elle est l'auteure des scénarios des séries de comics :
- 30 jours de nuit, Eben and Stella (Idea and Design Works, 2007)  (ISBN 2-84789-257-5)
- Captain Marvel (Marvel Comics, 6e série, 2012-2013)
- Captain Marvel (Marvel Comics, 7e série, 2014-2015)
- Avengers Assemble (Marvel Comics, 2012-2014)
- Le Feu et la Roche, tome 5 :Prometheus : Omega, 2015[7]  (ISBN 978-2360740420)
- Pretty Deadly (Image Comics, 2013-2014)[8],[9]
  - traduit en français : Pretty Deadly, tome 1 : L’Écorcheuse, dessins d'Emma Ríos, éditions Glénat, 2015[10]
- Ghost (Dark Horse Comics, 3e série, depuis 2012)
  - traduit en français : Ghost, tome 1 : De bruit et de fumée, dessins de Phil Noto, éditions Glénat, 2015
  - Ghost, tome 2 : Le boucher dans la ville blanche, éditions Glénat, 2016[11] (ISBN 978-2344012055)
- Bitch Planet, dessin de Valentine De Landro, Glénat Comics

1. Extraordinary machine, 2016  (ISBN 9782344014653)
2. President Bitch, 2017  (ISBN 9782344016008)

- Veuve noire, tome 1, éditions Panini, 2011  (ISBN 978-2809418828)

Elle a également participé à l'anthologie Star Wars : from a certain point of view (Del Rey, 2017)  (ISBN 978-0345511478) dans laquelle est publiée une nouvelle co-écrite avec Matt Fraction :
- The Kloo Horn Cantina Caper[12],[13],[14] (ISBN 9781846056833)

## Prix et distinctions
- 2016 :  prix British Fantasy du meilleur comics ou roman graphique pour Bitch Planet, vol. 1 : Extraordinary Machine (avec Valentine De Landro, Robert Wilson IV et Cris Peter)[15]
- 2022 : prix Eisner du meilleur numéro pour Wonder Woman Historia: The Amazons no 1 (avec Phil Jimenez)[16]
- 2024 : prix Eisner du meilleur recueil pour Wonder Woman Historia: The Amazons (avec Phil Jimenez, Gene Ha et Nicola Scott)[17]

Nominations
- 2014 : prix Eisner de la meilleure scénariste pour Pretty Deadly
- 2016 :  prix Artémisia 2016 pour Pretty Deadly, tome 1 : L’Écorcheuse, avec Emma Rios[18]
- 2018 : 
  - prix Hugo de la meilleure histoire graphique pour Bitch Planet, vol. 2 : President Bitch[19]
  -  prix British Fantasy du meilleur comics ou roman graphique pour Bitch Planet, vol. 2 : President Bitch[20]